# Tájmel Veronika
Tájmel Veronika (Veszprém, 1987. november 23. –) válogatott labdarúgó, középpályás.

## Pályafutása

### Klubcsapatban
2001-ben mutatkozott be az élvonalban a Viktória FC csapatában. A szombathelyi együttessel egy bajnoki címet nyert. 2007-ben az osztrák FC Südburgenland csapatához szerződött. Egy idény után a német TSV Crailsheim együtteséhez igazolt, ahol az őszi szezont töltötte.

### A válogatottban
2006 és 2008 között két alkalommal szerepelt a válogatottban.

## Sikerei, díjai
- Magyar bajnokság
  - bajnok: 2003–04
  - 2.: 2004–05
  - 3.: 2001–02, 2002–03, 2005–06

## Statisztika

### Mérkőzései a válogatottban
| Magyarország | Magyarország     | Magyarország          | Magyarország | Magyarország | Magyarország | Magyarország | Magyarország | Magyarország |
| #            | Dátum            | Helyszín              | Hazai        | Eredmény     | Vendég       | Kiírás       | Gólok        | Esemény      |
| ------------ | ---------------- | --------------------- | ------------ | ------------ | ------------ | ------------ | ------------ | ------------ |
| 1.           | 2006. március 7. | Szenc                 | Szlovákia    | 3 – 2        | Magyarország | barátságos   | -            |              |
| 2.           | 2008. október 2. | Montereale Valcellina | Olaszország  | 3 – 0        | Magyarország | Eb-selejtező | -            | 46'          |
|              | Összesen         |                       |              | 2            | mérkőzés     |              | 0            | gól          |